# Пон-Пеан
Пон-Пеан (фр. Pont-Péan) — коммуна на северо-западе Франции, находится в регионе Бретань, департамент Иль и Вилен, округ Ренн, кантон Брюз. Коммуна расположена в 12 км к югу от Ренна, в 9 км от кольцевой автомобильной дороги вокруг Ренна N136. 
Коммуна образована в 1986 году путем выделения из коммуны Сент-Эрблон.
Население (2018) — 4 437 человек. 

## История
Территория у ручья Тель на территории нынешней коммуны Пон-Пеан была заселена в доисторические времена, о чем свидетельствуют обнаруженные здесь два кургана и менгир. 
В 1730 году в Пон-Пеане была открыта компания по добыче свинца, бывшая в XIX веке одним из крупнейших предприятий в Бретани. Компания была закрыта в 1932 году, сохранилось полуразрушенное здание ее главного офиса.

## Экономика
Структура занятости населения:
- сельское хозяйство — 0,0 %
- промышленность — 17,3 %
- строительство — 8,6 %
- торговля, транспорт и сфера услуг — 41,3 %
- государственные и муниципальные службы — 32,8 %

Уровень безработицы (2018) — 9,7 % (Франция в целом —  13,4 %, департамент Иль и Вилен — 10,4 %). 

Среднегодовой доход на 1 человека, евро (2018) — 23 480 (Франция в целом — 21 730, департамент Иль и Вилен — 22 230).

## Демография
Динамика численности населения, чел.

## Администрация
Пост мэра Пон-Пеана с 2020 года занимает коммунист Мишель Демольдер (Michel Demolder). На муниципальных выборах 2020 года возглавляемый им левый список победил во 2-м туре, получив 51,48 % голосов..
| Период | Период | Фамилия          | Партия                  | Примечания                               |
| ------ | ------ | ---------------- | ----------------------- | ---------------------------------------- |
| 1986   | 1995   | Пьер Рекан       |                         | предприниматель                          |
| 1995   | 2001   | Луи Гоффени      |                         | жандарм в отставке                       |
| 2001   | 2008   | Андре Жерар      |                         | фермер                                   |
| 2008   | 2020   | Жан-Люк Годен    | Социалистическая партия | работник компании SNCF                   |
| 2020   |        | Мишель Демольдер | Коммунистическая партия | работник системы социального обеспечения |

## Города-побратимы
- Мине-Бег, Ирландия